# Ermida de Nossa Senhora da Saúde (São Bartolomeu de Messines)
A Ermida de Nossa Senhora da Saúde é um templo católico e monumento religioso localizado na freguesia de São Bartolomeu de Messines, no concelho de Silves, região do Algarve, em Portugal.

## Descrição
A ermida está situada num local elevado, formando um miradouro sobre a vila de São Bartolomeu de Messines, sendo o acesso ao topo da colina feito por uma escadaria.
É considerado um exemplo da arquitectura religiosa do interior algarvio. A fachada principal apresenta uma grande sobriedade, com um portal encimado por um janelão de verga recta, com moldura em mármore, e é rematada por um frontão quebrado com um pináculo em cada lado. O interior é de uma só nave, destacando-se o retábulo setecentista na capela-mor, no estilo rococó, que foi executado pelos entalhadores Tomé da Costa e Francisco Xavier Guedelha, de Faro, contendo no centro uma imagem de Nossa Senhora da Saúde.
A ermida é de grande importância para a comunidade religiosa local, sendo os festejos em honra da Virgem Maria considerados como os principais na freguesia, tendo em dedicação à santa sido igualmente criada uma feira anual em 1825.

## História

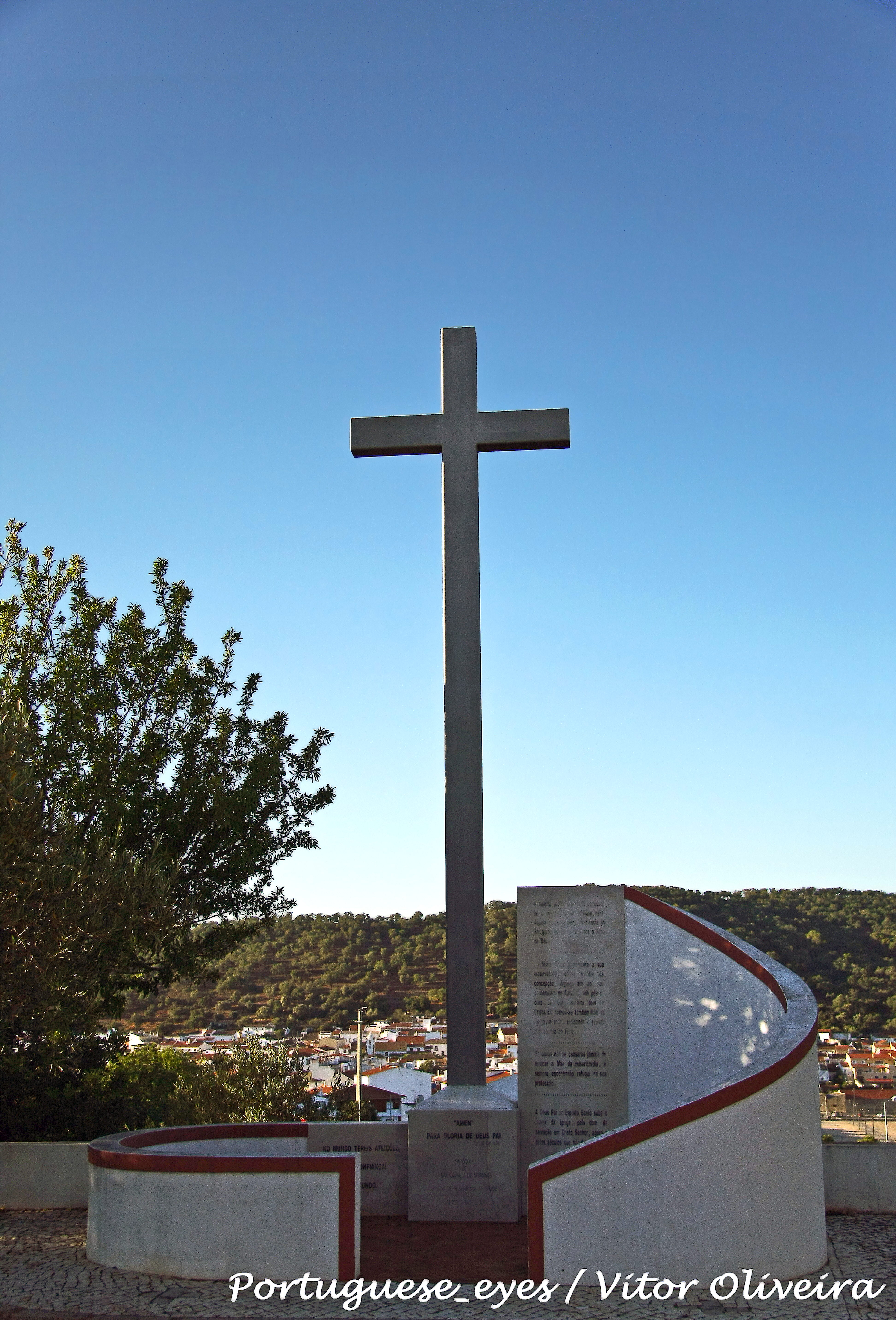
Cruzeiro

O templo foi construído em data desconhecida, sendo o registo mais antigo da sua existência de 1705. Em 1753 desse século foi elaborado o retábulo na capela-mor. A Ermida de Nossa Senhora da Saúde foi muito danificada pelo Sismo de 1755, tendo sido alvo de obras de reconstrução cerca de três anos depois.
Entre 1968 e 1975 a comissão fabriqueira fez grandes obras na ermida, principalmente na capela, na fachada e no adro. Por volta de 2000 o adro foi alvo de trabalhos de ampliação, em terrenos doados pelo médico António da Costa Contreiras, tendo sido igualmente instalado um cruzeiro jubilar.

## Leitura recomendada
- Vilas e Aldeias do Algarve Rural 2ª ed. Faro: Globalgarve/Alcance/In Loco/Vicentina. 2003. 171 páginas. ISBN 972-8152-27-2